# Blendis
Blendis is een bestuurslaag in het regentschap Tulungagung van de provincie Oost-Java, Indonesië. Blendis telt 1742 inwoners (volkstelling 2010).